# Ardisia chrysophyllifolia
Ardisia chrysophyllifolia là một loài thực vật có hoa trong họ Anh thảo. Loài này được King & Gamble mô tả khoa học đầu tiên năm 1906.